# Miss Terra 2018
Miss Terra 2018 ou Miss Earth 2018 foi a 18.ª edição do  Miss Terra correspondente ao ano de 2018, que foirealizado na manhã do dia 3 de novembro de 2018 na Mall of Asia Arena em Pasay, Região Metropolitana de Manila, Filipinas. Candidatas de por volta de mais de 90 países e regiões autônomas competirão pelo título. A filipina Karen Ibasco, Miss Terra 2017 coroou Nguyen Phuong Khanh do Vietnã como sua sucessora, Esta e a primeira vez que o Vietnã o concurso ambiental Miss Terra

## Cidade sede
Em 26 de julho de 2018, foi anunciado na mídia social da Organização Miss Earth que o concurso será realizado nas Filipinas de 6 de outubro a 3 de novembro.
A transmissão ao vivo da noite de coroação do desfile foi realizada no Mall of Asia Arena, na cidade de Pasay, pelo terceiro ano consecutivo.
Em 20 de outubro de 2018, a Miss Terra anunciou em sua página no Facebook que os vencedores do Prêmio Eco-Media deste ano terão um slot automático no Top 35. Dois candidatos ganharão um lugar no painel preliminar de juízes e pelos votos das mídias sociais .

## Candidatas
90 candidatas competiram esse ano.
| País/Território      | Candidata                      |
| -------------------- | ------------------------------ |
| África do Sul        | Margo Faith Fargo              |
| Alemanha             | Maren Tschinkel                |
| Argentina            | Dolores Cardoso Pérez          |
| Armênia              | Sona Danielyan                 |
| Austrália            | Monique Charlotte Shippen      |
| Áustria              | Melanie Mader                  |
| Bahamas              | Samia Lauryn McClain           |
| Bélgica              | Faye Bulcke                    |
| Belize               | Renae Martinez                 |
| Bielorrússia         | Anastasia Schipanova           |
| Bolívia              | Karen Quispe Nava              |
| Bósnia e Herzegovina | Nađa Pepić                     |
| Brasil               | Sayonara Veras                 |
| Camarões             | Audrey Monkam                  |
| Camboja              | Keo Senglyhour                 |
| Canadá               | Jaime Yvonne Vandenberg        |
| Chile                | Antonia Cristal Figueroa       |
| China                | Guo Yameng                     |
| Chipre               | María Arménaki                 |
| Colômbia             | Valeria María Ayos Bossa       |
| Costa Rica           | Arianna Medrano                |
| Coreia do Sul        | Su-hyun Song                   |
| Crimeia              | Ksenia Sarina                  |
| Croácia              | Michelle Korenić               |
| Cuba                 | Monica Aguilar                 |
| Curaçau              | Alexandra Atalita              |
| Egito                | Lamia Fathi                    |
| Equador              | Diana Valdivieso Ortiz         |
| Eslovênia            | Danijela Burjan                |
| Espanha              | Carolina Jane                  |
| Estados Unidos       | Yashvi Aware                   |
| Etiópia              | Merhawit Tarekegn              |
| Filipinas            | Silvia Celeste Cortesi         |
| França               | Allison Dernard                |
| Gana                 | Belvy Naa Teide Ofori          |
| Grécia               | Chrysa Androutsopoulou         |
| Guadalupe            | Orlane Dorocant                |
| Guam                 | Emma Sheedy                    |
| Guatemala            | Lisa Hayet                     |
| Guiana               | Xamiera Kippins                |
| Haiti                | Falance Benjamin               |
| Honduras             | Diana Palma                    |
| Hungria              | Réka Lukács                    |
| Indonésia            | Ratu Vashti Annisa             |
| Inglaterra           | Abbey-Anne Gyles               |
| Irlanda              | Sarah Carr                     |
| Irlanda do Norte     | Christie van Schalkwyk         |
| Israel               | Dana Zreik                     |
| Itália               | Sofia Pavan                    |
| Japão                | Mio Tanaka                     |
| Líbano               | Salwa Akar                     |
| Libéria              | Joicet Jartu Foday             |
| Malásia              | Jasmine Yeo Suk Peng           |
| Malta                | Yanika Azzopardi               |
| Ilhas Maurícias      | Kirty Sujeewon                 |
| México               | Melissa Flores Godínez         |
| Moldávia             | Dumitrița Izbisciuc            |
| Montenegro           | Katarina Šećković              |
| Myanmar              | Chaw Yupar Thet                |
| Nepal                | Priya Sigdel                   |
| Nigéria              | Maristella Okpala              |
| Nova Zelândia        | Jzayla Hughey                  |
| Países Baixos        | Margaretha de Jong             |
| Panamá               | Diana Lemos Lee                |
| Paraguai             | Larissa Soledad Dominguez      |
| Peru                 | Jessica Nathaly Russo Cárdenas |
| Polónia              | Aleksandra Grysz               |
| Porto Rico           | Krystal Xamairy Rivera         |
| Portugal             | Telma Filipa Ramos Madeira     |
| Reunião              | Alexia Aupin                   |
| Chéquia              | Tereza Křivánková              |
| República Dominicana | Gabriela Franceschini          |
| Roménia              | Denisse Andor                  |
| Ruanda               | Anastasie Umutoniwase          |
| Rússia               | Daria Kartyshova               |
| Samoa                | Rebecca Sang-Yum               |
| Serra Leoa           | Alma Nancy Sesay               |
| Sérvia               | Nina Jovanović                 |
| Singapura            | Kara Dong                      |
| Sri Lanka            | Nathasha Fernando              |
| Suécia               | Yasmine Michelle Mindru        |
| Tailândia            | Nirada Chetsadapriyakun        |
| Tonga                | Maria Otulao Aholelei          |
| Trinidad e Tobago    | Afeya Jeffrey                  |
| Ucrânia              | Anastasiia Kryvokhyzha         |
| Venezuela            | Diana Carolina Silva Francisco |
| Vietname             | Phương Khanh Nguyễn            |
| Zâmbia               | Zöey Margret Konie             |